# Ceglie Messapica
Ceglie Messapica és un municipi italià, situat a la regió de la Pulla i a la província de Bríndisi. El novembre de 2022 tenia 18.749 habitants.